# フィード

フィードを表すアイコン

フィード（英語: feed）とは、ウェブサイト、特にブログやニュースサイトなどのコンテンツの概要もしくはコンテンツ全体を配信用に加工した文書のこと。またはそのファイルフォーマットのことをいう。より明確にするためにニュースフィード、ウェブフィードと呼ぶこともある。代表的なフォーマットとしては RSS や Atom がある。
一般的な使い方は、ウェブサイトの作者がフィードへのリンクをサイトのどこかに置き、ユーザーがそれをアイコンなどから見つけて、自分のフィードリーダーに登録する。後はフィードリーダーがフィードの更新を定期的に確認し、ユーザーは最新のコンテンツを得ることができる。
コンテンツは主にHTML、またはただのハイパーリンクで、ウェブページ全体を配信することもあれば、要約（ページの一部である例が多い）のみのこともある。ポッドキャストなどテキスト以外のデータを配信することもある。

## 備考
- 英語の「feed」という言葉は、英語で「与える」や「養う」、「供給する」などの意味がある。
- 2006年6月現在、フィードのURIを示すためのスキームのインターネットドラフトが存在し、標準仕様としてまとめられようとしている。